# Blackbox Abschiebung
Blackbox Abschiebung ist eine Medieninstallation  mit Video-Interviews und Aufnahmen der Geschichten von aus Deutschland abgeschobenen Menschen. Parallel erschien ein gleichnamiges Buch mit dem Untertitel Geschichten und Bilder von Leuten, die gerne geblieben wären (2013) des Journalisten und Radiomoderators Miltiades Oulios.

## Geschichte

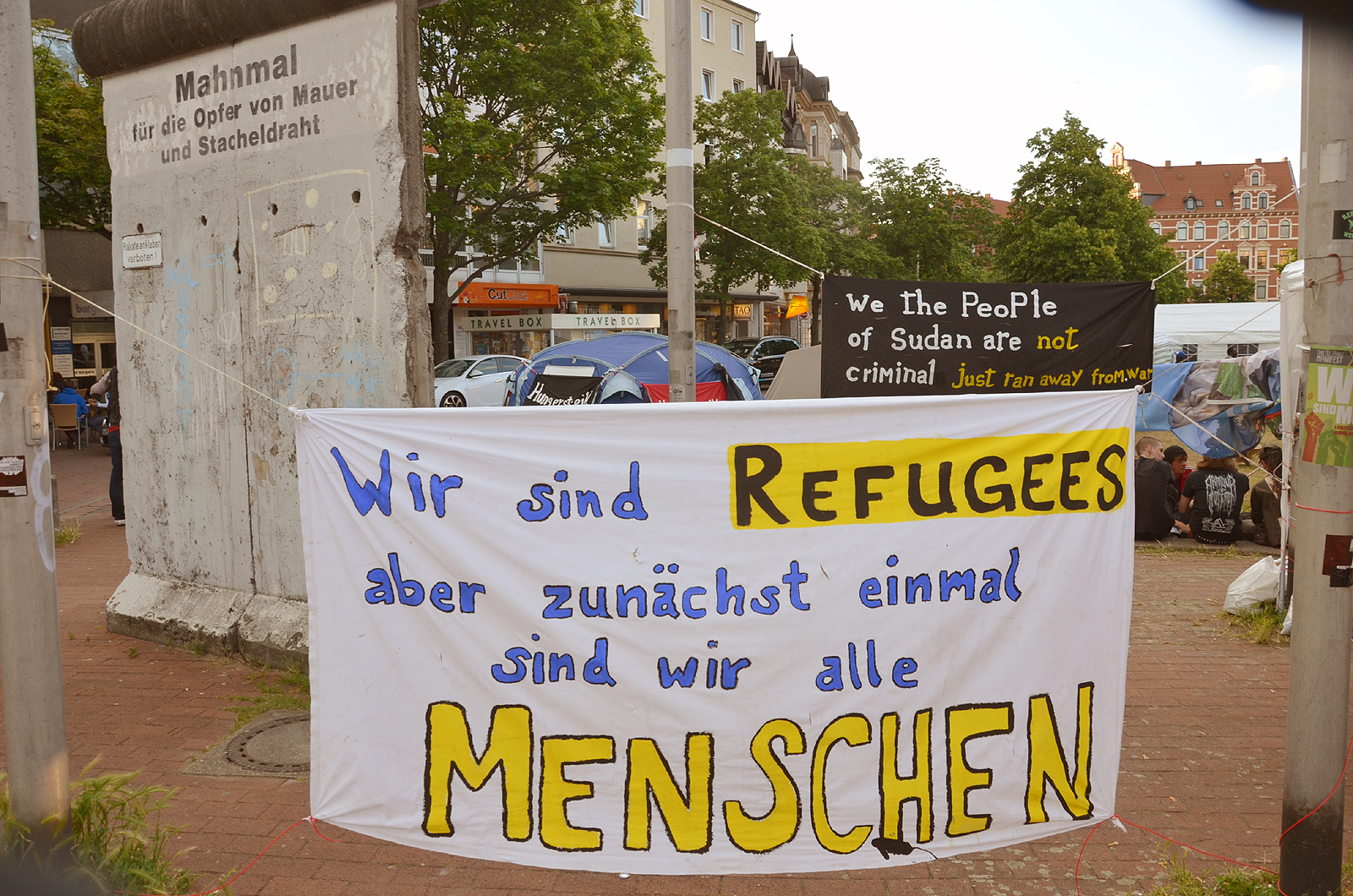
Neben dem Mauerdenkmal auf dem Weißekreuzplatz erläutern die Flüchtlinge auf ihrem englischsprachigen Transparent im Hintergrund: „Wir, die Menschen aus dem Sudan, sind keine Kriminellen, sondern nur vor dem Krieg geflüchtet“

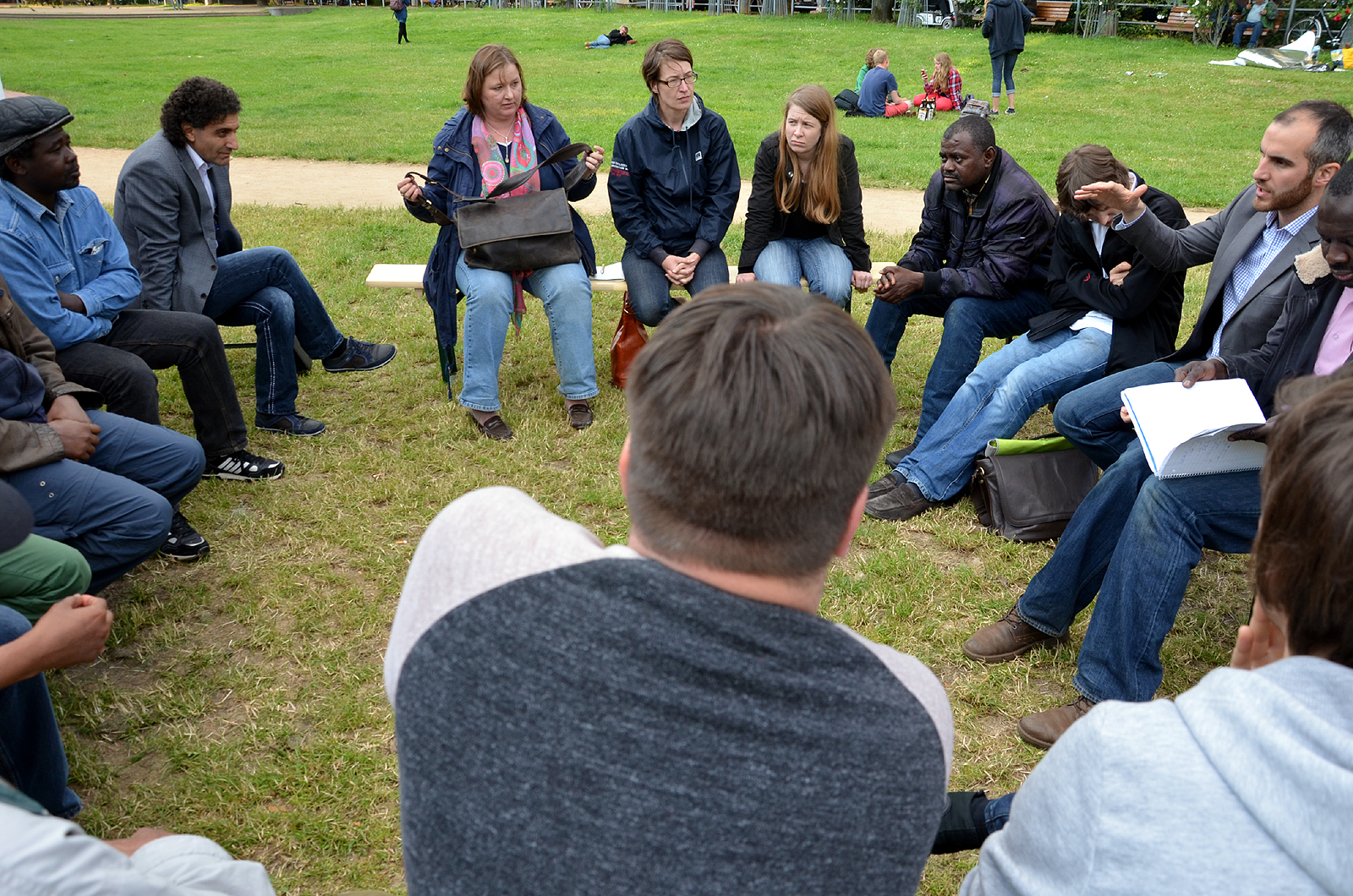
Belit Onay, Abgeordneter des Niedersächsischen Landtags, sowie andere Mitglieder von Bündnis 90/Die Grünen Anfang Juni 2014 auf dem Weißekreuzplatz in Hannover bei der Erörterung von Hilfsangeboten für die dort campierenden Flüchtlinge aus dem Sudan

Im Jahr 2013 wurden etwa 10.000 Menschen aus der Bundesrepublik Deutschland abgeschoben. Das „Weiter-Leben“ der Betroffenen, die nach einem zum Teil langen Leben in Deutschland mitunter „mitten aus ihrem Alltag gerissen wurden“, blieb nach ihrer Abschiebung jedoch oftmals verborgen. Um ihre Schicksale für die Öffentlichkeit sichtbar zu machen, wurde eine Ausstellung geschaffen, die mittlerweile in zwanzig deutschen Städten zu sehen war. Im Zuge dieser Ausstellung entstand 2013 auch das Buch Blackbox Abschiebung. Im Folgejahr veröffentlichte die Rosa-Luxemburg-Stiftung 2014 ihre mit einem Fragezeichen versehene Schrift Flüchtlinge willkommen - Refugees welcome? Beinahe zeitgleich besetzten im Mai 2014 rund 50 Flüchtlinge aus dem Sudan, die von Abschiebung bedroht werden, mit Zelten den Weißekreuzplatz in Hannover, organisierten friedliche Demonstrationen und traten teilweise in den Hungerstreik, um gegen ihre beabsichtigte Abschiebung zu protestieren. Nachdem sich beispielsweise Belit Onay, Abgeordneter im Niedersächsischen Landtag, sowie andere Mitglieder von Bündnis 90/Die Grünen zu Lage- und Hilfsbesprechungen mit den Sudanesen auf dem Weißekreuzplatz getroffen hatten, fand im gegenüberliegenden Kulturzentrum Pavillon die Vernissage der Ausstellung Blackbox Abschiebung statt, die mit einer Lesung des gleichnamigen Buches und Gesprächen mit den von Abschiebung betroffenen Sudanesen eröffnete.

## Die Installation
Für die Medieninstallation von Ralf Jesse und Mark Terkessidis wurde eine schwarz verhüllte „Blackbox“ errichtet. Hinter einem ebenfalls schwarzen Vorhang öffnet sich ein Zimmer mit gebrauchten Möbeln und einem Fernsehgerät: „Es könnte das Wohnzimmer eines Abgeschobenen sein“. In einer Endlosschleife auf dem Fernseher dokumentierten neun bereits abgeschobene Personen in Videointerviews und Digitalkamera-Aufnahmen beispielhaft für zehntausende andere Menschen ihre Abschiebung, ihre Ankunft im „Zielstaat“ und ihr „Weiter-Leben“ im anderen Land.

## Das Buch
Im Zuge der in zahlreichen deutschen Städten gezeigten Ausstellung schrieb der Autor, Reporter und Radiomoderator Miltiadis Oulios die Geschichten nieder, die abgeschobene Menschen erzählt oder mit ihrer eigenen Kamera aufgezeichnet haben. Oulios verdeutlichte zugleich die Lebenswirklichkeit in Stationen von Abschiebungen beispielsweise in den eigens hierzu eingerichteten Gefängnissen für die Abschiebehaft und hinterfragt den Sinn der Abschiebepolitik. Mit dem Buch entwickelte der Autor zugleich eine Theorie der Abschiebung.

## Medienberichte (Auswahl)
- Mathias Klein: Kirche bietet Wohnraum für Flüchtlinge an / Offensive für eine „Willkommenskultur“ / Thema soll in Gottesdiensten angesprochen werden, in: Hannoversche Allgemeine Zeitung (HAZ) vom 6. Dezember 2013, S. 16
- Vera König: Ex-OB hilft Kriegsflüchtlingen / Herbert Schmalstieg sammelt Spenden statt Geschenken, in: Neue Presse vom 22. Januar 2014, S. 18
- Tobias Morchner: Sudanesen demonstrieren in Langenhagen / Von Abschiebung bedrohter Afrikaner tritt in Hungerstreik, in: HAZ vom 31. Mai 2014, S. 16